# NGC 2202
NGC 2202 – gromada otwarta znajdująca się w gwiazdozbiorze Oriona. Odkrył ją w roku 1825 Friedrich Georg Wilhelm Struve. Jest położona w odległości ok. 2,9 tys. lat świetlnych od Słońca.